# Johannes van Stiphout
Johannes van Stiphout (auch Johannes Stiphout; † 16. Dezember 1777) war von 1745 bis 1777 der zweite altkatholische Bischof von Haarlem.
Er war zunächst Pfarrer in Amsterdam und empfing am 11. Juli 1745 von Erzbischof Petrus Johannes Meindaerts die Bischofsweihe. Zusammen mit dem Bischof von Deventer, Bartholomeus Johannes Bijeveld, garantierte er die apostolische Sukzession für die Altkatholische Kirche der Niederlande. Nach dem Tode von Meindaerts weihten die beiden Bischöfe am 7. Februar 1768 den neugewählten Erzbischof von Utrecht Gualtherus Michael van Nieuwenhuizen.